# آدولف آپیا
آدولف آپیا (۱ سپتامبر ۱۸۶۲ - ۲۹ فوریه ۱۹۲۸) معمار، نور پرداز، تئوریسین و متخصص طراحی داخلی سوئیسی است.
طراح و نظریه‌پرداز سوئیسی، نگارش درباره تئاتر را به‌عنوان هنری بصری شروع کرد. هنری که در آن نور و سایه، اشکال و فضا اهمیت فراوانی دارند. سراسر زندگی او صرف تجربه‌اندوزی درباره ویژگی‌های فنی نور شد. دلیل اصلی توجه آپیا به این مسائل تأثیر عمیقی بود که ریچارد واگنر آهنگساز بزرگ آلمانی رویش گذاشته بود. او بخش‌هایی از طراحی نور و صحنه حلقه نیبلونگن را بر عهده داشت. این طراحی‌ها پس از مرگ واگنر در ۱۸۸۳ از اُپرا حذف شد.

## آثار
- موسیقی و صحنه(۱۸۹۸)
- صحنه‌پردازی و درام واگنری(۱۸۹۵)
- کار هنرِ پویا(۱۹۲۱)